# Trinitarian Bible Society
Die Trinitarian Bible Society ist eine Bibelgesellschaft, die 1831 aufgrund von theologischen Kontroversen als Abspaltung von der British and Foreign Bible Society gegründet wurde. Die Gesellschaft stellt weltweit Bibeln und christliche Literatur aus einer historischen reformierten Perspektive bereit. Es gibt Landesgruppen (chapters) in vielen Ländern wie Australien, Neuseeland und Brasilien.
Ziel der Gesellschaft ist es, weltweit Bibeln in die verschiedensten Sprachen zu übersetzen und zu verbreiten. Die Übersetzung von Bibeln in nicht-englische Sprachen basiert jeweils auf dem hebräischen Masoretischen Text und der Ausgabe des Greek New Testament nach dem Textus receptus zusammengestellt von Frederick Henry Ambrose Scrivener und veröffentlicht 1894.
Die Society verkauft Exemplare der Bibel in der King-James-Version der Bibel sowie Bibeln in anderen Sprachen für die Öffentlichkeit. Diese Bibelausgaben werden von der Society selbst gedruckt. Die Gesellschaft vertreibt darüber hinaus auch christliche Literatur auf Basis der Heiligen Schrift, wie zum Beispiel Traktate und Kinderliteratur in Englisch und in anderen Sprachen.
Die Society veröffentlicht das Magazin The Quarterly Record, und veranstaltet Treffen, in denen die Arbeit der Society sowie Themen zur Übersetzung des Textes.

## Geschichte
Das Ziel der Bibelgesellschaft ist: „Die Herrlichkeit Gottes und die Errettung der Menschen durch Inumlaufbringen der Heiligen Schriften, die durch Inspiration von Gott gegeben wurden und die fähig sind, Menschen weise zu machen bis zur Erretung durch Glauben, der in Christus Jesus ist.“
Die Mitglieder der Trinitarian Bible Society entschlossen sich zur Trennung von der British and Foreign Bible Society und zur Gründung einer eigenen Gesellschaft aufgrund von zwei Kontroversen:
- Die Apocrypha Controversy über die Inklusion der biblischen Apocryphen in einigen Bibeln, welche in Europa veröffentlicht wurden, sowie
- die Aufnahme eines Anhängers des Unitarismus als Officer in der Bibelgesellschaft und der Weigerung jede Sitzungen der Society mit Gebet zu beginnen.

Der Streit escalierte während eines Jahrestreffen der British and Foreign Bible Society im Mai 1831. Die Mitglieder stimmten sechs zu eins, den ökumenischen Status quo. Am 7. Dezember 1831 versammelten sich daraufhin zweitausend Menschen in Exeter Hall in London, wo sie die Trinitarian Bible Society gründeten, unter expliziter Betonung der Trinitarian Position (trinitarisches Bekenntnis) und Ablehnung der Apokryphen.

### 19. Jahrhundert
Der Ultra-dispensationalist Ethelbert William Bullinger wurde Clerical Secretary der neugegründeten Gesellschaft ab 1867 und hielt diese Position bis zu seinem Tod 1913. Während seiner Amtszeit wurden zahlreiche Aktivitäten durchgeführt:
- Eine Hebräische Übersetzung des Neuen Testaments unter Vertrag mit Christian David Ginsburg, nach dem Tod von Yitzhak Salkinsohn (Isaac Salkinson). Die erste Edition wurde 1885 veröffentlicht.
- Die Herausgabe von Ginsburgs erster Edition des Alten Testaments zusammen mit seiner Introduction to the Massoretico-Critical Edition of the Hebrew Bible 1897.
- Die Gründung der Brittany Evangelical Mission Society für die Bretagne unter Pasteur LeCoat und die Übersetzung der Bibel in die Bretonische Sprache.[4]
- Die Herausgabe der ersten protestantischen Reference Bible ins Portugiesische.
- Verteilung von Spanischen Bibeln in Spanien nach der Spanischen Revolution von 1868 (Revolución de 1868).

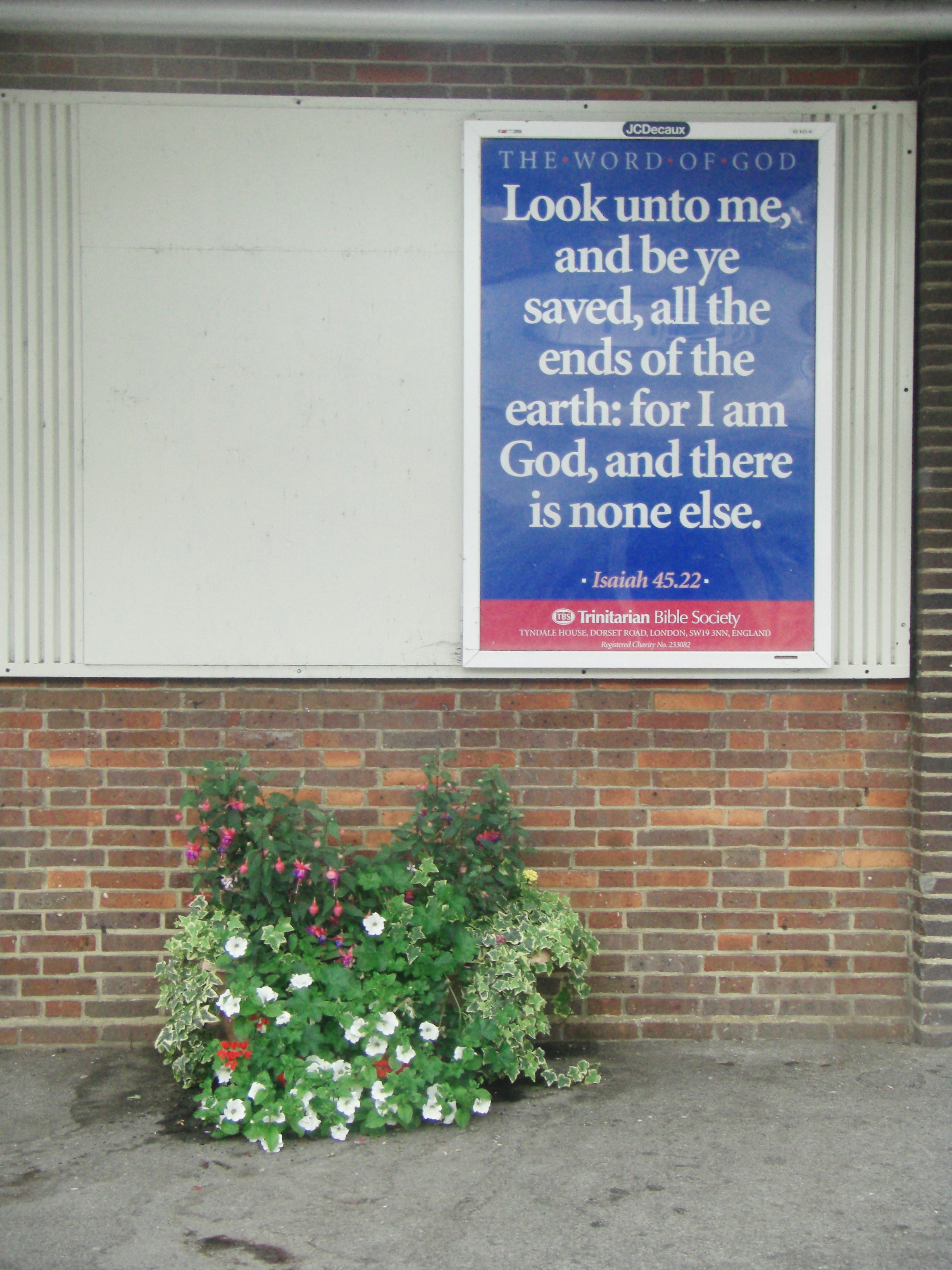
Poster der Trinitarian Society an der Chichester Railway Station, West Sussex, 2011.

## King James Only
Die Trinitarian Bible Society wurde mit dem King James Only movement in Verbindung gebracht. Wobei die Society bekanntgab, dass „Die Trinitarian Bible Society nicht daran glaubt, dass die Authorised Version eine perfekte Übersetzung ist, nur dass es die beste erhältliche Übersetzung in die Englische Sprache ist.“
Im Gegensatz zu anderen Protagonisten des King James Only movement behauptet die Society, dass „Die übernatürliche Kraft, die im Prozess der Inspiration beteiligt ist, und in dem Ergebnis der Inspiration, wurde 'nur' in der 'ursprünglichen' Produktion der sechundsechzig Kanonischen Bücher der Bibel 2 Petr 1,20–21 “
„Übersetzungen aus den originalen Sprachen werden gleichermaßen als das Geschriebene Wort Gottes betrachtet, insofern ihre Übersetzungen akkurat das Original in Form und Inhalt wiedergeben.“
„Übersetzungen die seit der Zeit des Neuen Testaments gemacht wurden, benutzen Worte, die von uninspirierten Männern ausgewählt wurden um Gottes Worte. Aus diesem Grund kann keine Übersetzung des Wortes Gottes einen absoluten definitiven Status haben. Der letzte Bezug muss immer auf die Originalsprachen gehen, in den Traditionellen Hebräischen und Griechischen Texten.“